# 奧奈達 (紐約州)
奥奈达（Oneida）是美国纽约州麦迪逊县的一座城市，位于奥奈达县奥奈达城堡西部，位于纽约州坎纳斯塔多以东。 2010年人口普查时的人口为11390人。 这个城市，像奥奈达县和附近的银和瓷器制造商一样，以殖民时期在奥奈达湖附近一个大面积的奥奈达部落命名。